# Carebara jajoby
Carebara jajoby是盲切叶蚁属之下的一个物种，由Azorsa和Fisher首次描述于2018年。

## 栖息

### 采集点
Carebara jajoby的标本是从森林凋落物样本中收集的，并在以下微生境中发现：
1. 地面上的枯枝
2. 腐烂的原木
3. 根垫中的腐烂原木
4. 地巢
5. 筛过的凋落物
6. 叶霉
7. 腐烂的木材
8. 根垫下
9. 岩石上的凋落物和石头下

### 分布
已知该物种分布于马达加斯加的东部和西北部。该物种主要分布在沿海雨林、山地雨林、山地灌木丛、雨林和雨林（过渡到山地森林）。并生活在海拔 10 m 至 2000 m 之间。

## 外观

### 工蚁和兵蚁的触角区别
触角 10 或 11 节（只有兵蚁才这样，工蚁只有 10 节）。

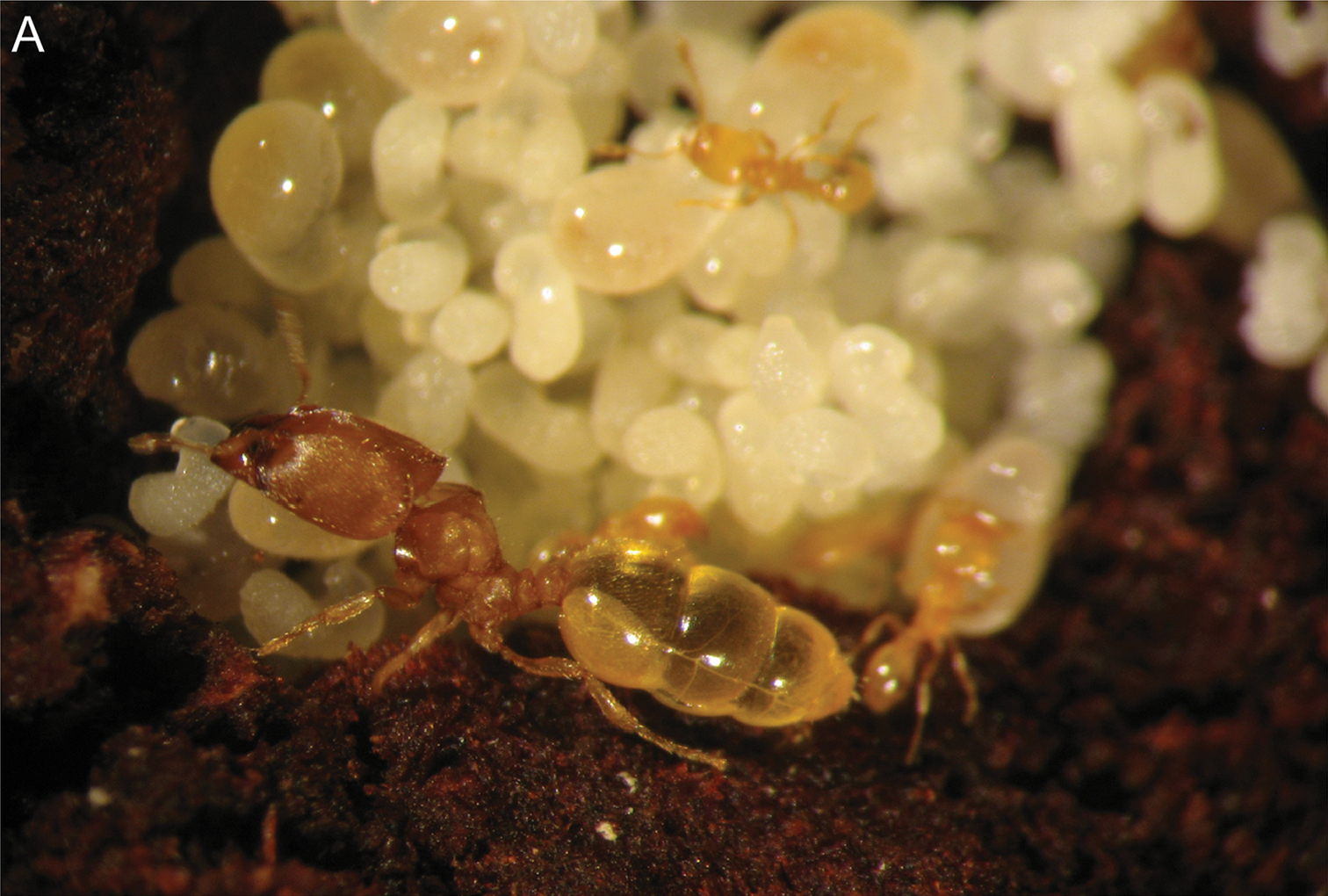
C. jajoby 的兵蚁（图片由 Christian Peeters 提供）。

### 兵蚁
头部长于宽，前部和顶部略窄，头部后缘深凹，后外侧角突出，后部变窄；前足后背角有一对三角形齿，背平，向后下降；腹柄节薄，前背和后背角圆，背侧弱凸起，花梗背表面和节点前表面的组合轮廓凹至近直，后表面垂直且近直。次要：头略长于宽;前足后背角有一对三角形齿，背平，向后下降；叶柄节薄，顶部钝突出，花梗背表面和节前面的组合轮廓微凹，后表面垂直，几乎笔直；有丰富的下躺毛。
在兵蚁的亚种姓中有四个中间种姓：头部的后外侧角向后变窄，尺寸从中间 1 增加到 4。中间体 1 和 2 的头部后缘比中间体 3 和 4 的凹陷度小。头部的外侧边缘在所有中间都是凸起的，中间 4 的外侧边缘几乎是直的。眼睛很小，在中间体 1、2 和 3 中减少到 1 个 小眼，而在中间体 4 中发现 2 到 30 个 小。在中间体 1、2 和 3 中不存在单眼，但在中间体 4 中存在一个单眼并且发育良好。减少的飞行硬化存在于中间体 4 中。系膜体的背部向前凸起，并在中间 4 逐渐倾斜到斜坡。前鼻的背侧很高，在中间 1、2 和 3 中几乎呈圆形。叶柄和叶柄后的形状在中间体中没有太大变化，除了中间 4 除外，其中花梗背表面和节前面的组合轮廓几乎是直的。前足在所有中间体中都有一对三角形齿。头部在额部光滑有光泽，在所有中间体的全脸视图中都有精细的纵向和平行的皱褶。头部和身体的毛孔在所有中间体中都遵循相同的模式，除了中间体 4 除外，它在腹部上有大量且非常短的压迫毛发。较大的兵蚁有 11 个触角节和 7 个齿。

## 鉴定
Carebara jajoby 类似于 Carebara sampi、Carebara vazimba 和 Carebara kabosy，但可以通过以下方式将它们分开：
在兵蚁中，C. sampi 的头部背部光滑有光泽或横向有细小的纵向皱褶。如果头部的背部呈现清晰的纵向皱褶，如 C. vazimba、C. kabosy 和 C. jajoby，则 C. jajoby 的前牙比前牙气孔的直径长。在工蚁中，C. jajoby 可以通过腹部中丰富的下斜毛与其他物种分开，并且长直立的毛少于 10 根。
C. jajoby 分布于马达加斯加的东部和西北部，而 C. sampi 分布于南部和西南部，C. vazimba 分布于北部、东北部和西北部。在同一地点记录了其他 9 个物种：
- C. bara
- C. betsi
- 格氏盲切叶蚁 C. grandidieri
- C. hainteny
- C. hiragasy
- C. kabosy
- C. mahafaly
- C. nosindambo
- C. placida

## 引用
- Azorsa, F., Fisher, B.L. 2018. Taxonomy of the ant genus Carebara Westwood (Formicidae, Myrmicinae) in the Malagasy Region. ZooKeys 767: 1–149 (doi: 10.3897/zookeys.767.21105). （页面存档备份，存于）